# Jeunesses musicales internationales
Les Jeunesses musicales internationales ou JMI (nom officiel : Jeunesses Musicales International) sont la plus grande organisation non gouvernementale internationale de musique pour la jeunesse au monde. Créée à Bruxelles, en Belgique, en 1945, elle a pour mission de « permettre aux jeunes de s'épanouir grâce à la musique, par-delà toutes les frontières ». Les JMI ont établi quatre domaines d'activité prioritaires : les jeunes musiciens, les jeunes publics, l'autonomisation des jeunes et les orchestres et ensembles de jeunes.
Avec des organisations membres actuellement présentes dans près de 40 pays, les JMI constituent un réseau mondial qui propose chaque année plus de 36 000 événements musicaux divers. Ces événements embrassent tous les styles de musique et touchent près de 5 millions de jeunes de moins de 30 ans. Le travail des JMI est soutenu par le gouvernement fédéral belge - Service public de programmation Politique scientifique ou Politique scientifique fédérale (BELSPO), Actiris et le programme Europe créative (en) de l'Union Européenne.

## Pays membres
| Année | Pays                             |
| ----- | -------------------------------- |
| 1945  | Belgique                         |
| 1945  | France                           |
| 1947  | Pays-Bas                         |
| 1949  | Autriche                         |
| 1949  | Portugal                         |
| 1949  | Suisse                           |
| 1950  | Canada                           |
| 1951  | Allemagne                        |
| 1952  | Espagne                          |
| 1954  | Uruguay                          |
| 1957  | Italie                           |
| 1962  | Croatie                          |
| 1962  | Macédoine                        |
| 1962  | Serbie                           |
| 1965  | Hongrie                          |
| 1968  | Suède                            |
| 1970  | Norvège                          |
| 1985  | Guatémala                        |
| 1990  | République démocratique du Congo |
| 1992  | Slovénie                         |
| 1993  | Czech Republic                   |
| 1995  | Danemark                         |
| 1996  | Mozambique                       |
| 1996  | Zimbabwe                         |
| 2003  | Chine                            |
| 2004  | Turquie                          |
| 2005  | Estonie                          |
| 2007  | Roumanie                         |
| 2010  | Chypre                           |
| 2010  | Malawi                           |
| 2011  | Azerbaijan                       |
| 2011  | Monténégro                       |
| 2012  | Bosnia and Herzegovina           |
| 2012  | Cameroon                         |
| 2012  | Pologne                          |
| 2012  | Uganda                           |
| 2018  | Lebanon                          |

## Présidents
| Years       | Nom                     | Pays       |
| ----------- | ----------------------- | ---------- |
| 1945 - 1947 | Claude Delvincourt      | France     |
| 1947 - 1948 | René-Louis Peulvey      | Luxembourg |
| 1948 - 1949 | Sem Dresden             | Pays-Bas   |
| 1949        | Robert Hendricks        | Belgique   |
| 1949 - 1950 | Egon Seefehlner         | Autriche   |
| 1950 - 1951 | Elisa De Sousa Pedroso  | Portugal   |
| 1951 - 1954 | René Dovaz              | Suisse     |
| 1954 - 1956 | Gilles Lefebvre         | Canada     |
| 1956 - 1957 | Joachim Lieben          | Autriche   |
| 1957 - 1958 | Marcel Cuvelier         | Belgique   |
| 1958 - 1959 | René Nicoly             | France     |
| 1959 - 1960 | Fritz Buechtger         | Allemagne  |
| 1960 - 1961 | Luigi La Pegna          | Italie     |
| 1961 - 1962 | Ilidio De Paiva         | Portugal   |
| 1962 - 1963 | Narciso Bonet           | Espagne    |
| 1963 - 1964 | Lucien Thole            | Pays-Bas   |
| 1964 - 1965 | Prof. Rudolf Gamsjaeger | Autriche   |
| 1965 - 1966 | René Nicoly             | France     |
| 1966 - 1967 | Gilles Lefebvre         | Canada     |
| 1967 - 1968 | Joao De Freitas Branco  | Portugal   |
| 1968 - 1969 | Magda Szavai            | Hongrie    |
| 1969 - 1974 | Gilles Lefebvre         | Canada     |
| 1974 - 1980 | Kjeld Hansen            | Danemark   |
| 1980 - 1983 | Jean-Claude Picard      | Canada     |
| 1983 - 1992 | Jordi Roch              | Espagne    |
| 1992 - 1995 | Elef Nesheim            | Norvège    |
| 1995 - 1996 | Claude Micheroux        | Belgique   |
| 1996 - 1998 | Meir Wiesel             | Israël     |
| 1998 - 2006 | Pierre Goulet           | Canada     |
| 2006 - 2008 | Blasko Smilevski        | Macédoine  |
| 2008 - 2014 | Per Ekedahl             | Suède      |
| 2014 -      | Jessie Westenholz       | France     |